# Toparca
Toparca (em latim: toparcha; em grego: τοπάρχης; romaniz.: topárkhēs; lit. "lugar-governante") é um termo grego para um governador ou governante de um distrito, que nos tempos bizantinos podia ser aplicado para governantes independentes ou semi-independentes nas periferias do mundo bizantino. O termo aparece em tempos helenísticos, e permaneceu em uso sob o Império Romano no Oriente grego, para o governador de um distrito (toparquia; em grego: τοπαρχία; romaniz.: toparkhía). No século VI, nas Novelas das Constituições do imperador Justiniano (r. 527–565), o termo foi usado para englobar todos os magistrados, civis e militares.
Mais frequentemente, contudo, escritores bizantinos usaram o termo para se referirem a monarcas locais, especialmente durante os séculos X-XIII, quando, de acordo com o bizantinista Paul Lemerle, "um toparca é o governante independente de um território estrangeiro adjacente ao império ... Ele está de alguma forma sob a influência do império, e supõe-se que pode se rebelar contra os bizantinos". Este uso se estendeu não apenas para reais separatistas ou governadores bizantinos autônomos de facto, que aparecem durante as crises militares e desintegração administrativa dos séculos XI-XII, mas foi também aplicado para governantes independentes, geralmente na periferia do Império Bizantino (ou seja, o emir de Creta, vários senhores turcos da Anatólia, ou os governantes da Bulgária ou Sérvia), de territórios que os bizantinos consideravam deles por direito.
Neste contexto, o escritor do final do século XI Cecaumeno dedica grande parte de seu Strategicon para aconselhar os toparcas de sua conduta e relações com o imperador e outros governantes bizantinos.